# Кубок Данії з футболу 1991—1992
Кубок Данії з футболу 1991–1992 — 38-й розіграш кубкового футбольного турніру в Данії. Титул ввосьме здобув Орхус.

## 1/8 фіналу
| Команда 1            | Рахунок      | Команда 2            |
| -------------------- | ------------ | -------------------- |
| Орхус                | 5:2          | Ікаст (2)            |
| Болдклуббен 1909 (2) | 1:1 пен. 4:1 | Брондбю              |
| Фрем                 | 2:4          | Люнгбю               |
| Гельсінгер (3)       | 4:3 дч       | Болдклуббен 1893 (3) |
| Оденсе               | 3:2          | Вайле                |
| Сковсховед (3)       | 1:4          | Нествед              |
| Віборг (2)           | 1:3          | Болдклуббен 1903     |
| Ольборг              | 3:0          | Слагельсе (4)        |

## 1/4 фіналу
| Команда 1            | Рахунок | Команда 2        |
| -------------------- | ------- | ---------------- |
| Орхус                | 4:1     | Ольборг          |
| Болдклуббен 1909 (2) | 2:1     | Нествед          |
| Гельсінгер (3)       | 0:3     | Люнгбю           |
| Оденсе               | 0:2     | Болдклуббен 1903 |

## 1/2 фіналу
| Команда 1 | Заг. | Команда 2            | 1-й матч | 2-й матч |
| --------- | ---- | -------------------- | -------- | -------- |
| Орхус     | 2:1  | Болдклуббен 1909 (2) | 1:0      | 1:1      |
| Люнгбю    | 1:2  | Болдклуббен 1903     | 1:1      | 0:1      |

## Фінал
| 28 травня 1992 |

| Орхус                               | 3:0      | Болдклуббен 1903 |
| ----------------------------------- | -------- | ---------------- |
| Гардер 9' Андерсен 35' Серенсен 87' | Протокол |                  |

| Орхус, Орхус Глядачів: 20 000 Арбітр: Кай Естегор |